# Dmitrij Kombarov
Dmitrij Vladimirovitj Kombarov (ryska: Дмитрий Владимирович Комбаров), född 22 januari 1987 i Moskva, är en rysk fotbollsspelare som spelar för Krylja Sovetov Samara i Ryska Premier League. Han är tvillingbror med Kirill Kombarov.

## Landslagskarriär
Dmitrij Kombarov var uttagen i Rysslands trupp vid fotbolls-EM 2012.